# Susumu Tonegawa
Susumu Tonegawa (japonès: 利根川 進, Tonegawa Susumu), nascut el 6 de setembre del 1939, és un metge, biòleg i professor universitari japonès guardonat amb el Premi Nobel de Medicina o Fisiologia l'any 1987.

## Biografia
Va néixer a la ciutat de Nagoya, capital de la prefectura d'Aichi situada a l'illa de Honshū. Va estudiar medicina a la Universitat de Kyoto, on es va graduar el 1963. Aquell mateix any es va traslladar als Estats Units per treballar al departamennt de biologia de la Universitat de Califòrnia a Sant Diego sota la direcció de Renato Dulbecco, univerisitat en la qual es va doctorar. Posteriorment treballà a l'Intitut Salk de San Diego i a l'Institut d'Immunologia de Basilea (Suïssa) i el 1981 professor de biologia del Centre d'Investigació del càncer al MIT.

## Recerca científica
Interessat especialment en genètica va descobrir que certs elements de l'àcid desoxiribonucleic podien transferir-se i reagrupar-se en el procés pel qual una cèl·lula embrionària passar a l'estat de limfòcit B. Va demostrar que cada limfòcit és capaç de formar l'anticòs necessari per a cada ocasió, pel qual davant una agressió per un antigen determinat es produeix una resposta cel·lular de l'organisme i produeix la recombinació adequada de gens per a formar l'anticòs específic contra aquest antigen. Davant aquestes troballes Tonegawa va arribar a formular la teoria que la quantitat i qualitat de la resposta immulògica està condicionada genèticament.
Gràcies als seus treballs s'ha pogut determinar la quantitat exacta d'immunoglobulines que té l'ésser humà, i el procés pel qual donen lloc a un gran nombre d'anticossos específics.
L'any 1987 fou guardonat amb el Premi Nobel de Medicina o Fisiologia pel seu descobriment dels fonaments genètics de la formació d'una àmplia varietat d'anticossos.